# Duma (Siria)
Duma (en árabe: دوما‎) es una ciudad de Siria, administrativamente pertenece a la Gobernación de la Campiña de Damasco y es parte del Distrito de Duma. Duma se encuentra a una altitud de 428 metros. Tiene una población de 117 679 habitantes (censo de 2007), lo que la convierte en la 9.ª ciudad más grande de Siria.

## Historia
Durante las protestas en Siria de 2011, Duma fue un punto de tensión importante, y muchas manifestaciones antigubernamentales se organizaron en la ciudad, así como enfrentamientos contra el Ejército sirio y las fuerzas de seguridad.
El 30 de enero de 2012 el Ejército Sirio capturó la ciudad tras una gran operación contra los grupos armados de la oposición en la Campiña de Damasco. Para el 18 de octubre de 2012, el Ejército Libre Sirio mantenía bajo su control a casi todo el suburbio. La lucha y los bombardeos continúan en la ciudad.